# Primo ministro dell'Islanda
Il Primo Ministro islandese (in islandese: Forsætisráðherra Íslands) è il capo del governo islandese. Il primo ministro è nominato formalmente dal presidente ed esercita l'autorità esecutiva insieme al gabinetto soggetto al sostegno parlamentare.

## Base costituzionale
Il Primo Ministro è nominato dal Presidente ai sensi della Costituzione islandese, Sezione II, Articolo 17, e presiede il Governo dell'Islanda:
"Fundunum stjórnar sá ráðherra, er forseti lýðveldisins hefur kvatt til forsætis, og nefnist hann forsætisráðherra"
Le riunioni [di gabinetto] saranno presiedute dal ministro che il Presidente della Repubblica ha convocato per farlo, e viene designato Primo Ministro.

## Residenza
La sede di rappresentanza del Primo Ministro e del governo è il palazzo di Stjórnarráðið a Reykjavík. Il primo ministro ha inoltre una residenza estiva, Þingvallabær a Þingvellir, e una sede per ricevimenti a Tjarnargata, sempre a Reykjavík, che fu la residenza del primo ministro fino al 1943.

## Ex Primi ministri ancora viventi
- Þorsteinn Pálsson (nato 29 ottobre 1947)
- Davíð Oddsson (nato 17 gennaio 1948)
- Geir Haarde (nato 8 aprile 1951)
- Jóhanna Sigurðardóttir (nata 4 ottobre 1942)
- Sigmundur Davíð Gunnlaugsson (nato 12 marzo 1975)
- Sigurður Ingi Jóhansson (nato 20 aprile 1962)
- Bjarni Benediktsson (nato 26 gennaio 1970)
- Katrín Jakobsdóttir (nata 1º febbraio 1976)